# Go (песня The Chemical Brothers)
«Go» — песня британской группы The Chemical Brothers, вышедшая 4 мая 2015 года в качестве первого сингла с восьмого студийного альбома Born in the Echoes. Авторами песни выступили Rowlands, Simons, Kamaal Fareed.
Песня получила положительные отзывы и была номинирована на премию «Грэмми-2016» в категории Лучшая танцевальная запись
.
Песня достигла позиции № 11 в чарте UK Dance (Official Charts Company) в 2015 году.

## История
Сингл был анонсирован 23 апреля в социальной сети Facebook и релиз состоялся 4 мая 2015 года (в США 7 июля). Песня была использована на Google's I/O Keynote в 2015 году, в трейлере геймплея для игры Need for Speed (2015), на прес-конференции Sony во время E3 2015 и на презентации игровой платформы Sony's PlayStation 4.
Песня получила положительные отзывы и получила номинацию на премию Грэмми.
Музыкальное видео (которое создал французский клипмейкер и режиссёр Мишель Гондри) вышло 4 мая 2015 года на YouTube.

## Чарты

### Еженедельные чарты
| Чарт (2015)                                | Высшая позиция |
| ------------------------------------------ | -------------- |
| Австралия (ARIA)                           | 56             |
| Австрия (Ö3 Austria Top 40)                | 56             |
| Бельгия/Фландрия (Ultratop 50)             | 24             |
| Belgium Dance (Ultratop Flanders)          | 4              |
| Бельгия/Валлония (Ultratip Bubbling Under) | 14             |
| Belgium Dance (Ultratop Wallonia)          | 50             |
| Ирландия (IRMA)                            | 76             |
| Италия (FIMI)                              | 48             |
| Швейцария (Schweizer Hitparade)            | 73             |
| Великобритания (OCC UK Singles)            | 46             |
| Великобритания (OCC UK Dance)              | 11             |

## Сертификации
| Регион                                                                      | Сертификация | Продажи |
| --------------------------------------------------------------------------- | ------------ | ------- |
| Италия (FIMI)                                                               | Золотой      | 25,000  |
| Великобритания (BPI)                                                        | Серебряный   | 200 000 |
| Данные о продажах + прослушиваниях приведены только на основе сертификации. |              |         |